# 大五里镇
大五里镇，是中华人民共和国河北省唐山市迁安市下辖的一个乡镇级行政单位。

## 行政区划
大五里镇下辖以下地区：
大五里村、小庄户村、王官营村、贯头山村、水峪村、尚庄子村、曹官营村、花果山村、王家湾子村、周官营村、松木庄村、张家峪村、大石河村、山叶口村、孟家冲一村和孟家冲二村。